# TV 탐험 멋진 친구들
《TV 탐험 멋진 친구들》은 KBS 2TV에서 2007년 5월 6일부터 2007년 11월 4일까지 매주 일요일 아침 9시 45분부터 오전 10시 35분까지 방송된 드라마 NG 프로그램이다.
한편, 이 프로그램은 1980년대부터 지금까지 KBS가 방송, 소장한 모든 드라마를 중심으로 꾸며졌으나, 서경석을 전작 쇼 파워 비디오에 이어 2연속으로 연달아 MC 투입을 시킨 이유 등의 탓인지 시청률 부진을 면치 못했고, 결국 2007년 가을 개편으로 프로그램이 폐지되었으며, 당시 이 프로그램 자리에는 KBS 1TV에서 매주 화요일 저녁 7시 30분에 방영된 오천만의 일급비밀이 이동 편성됐다.

## 코너
- 드라마 스캔들
- 나는 ○○○ 배우다
- 이 주의 NG 파티
- 드라마 원정대
- 최고의 장면 TOP 7
- TV 타임머신
- 나는 배우다
- TV 탐험 나도야 간다
- 그땐 그랬지

## 결방
- 2007년 9월 23일 - 한가위 특집 <스타 부부 대격돌> 편성으로 결방